# خانا أورلوف
خانا أورلوف (بالعبرية: חנה אורלוף‏) (12 يوليو 1888 - 16 ديسمبر 1968) نحاتة إسرائيلية أوكرانية المولد.

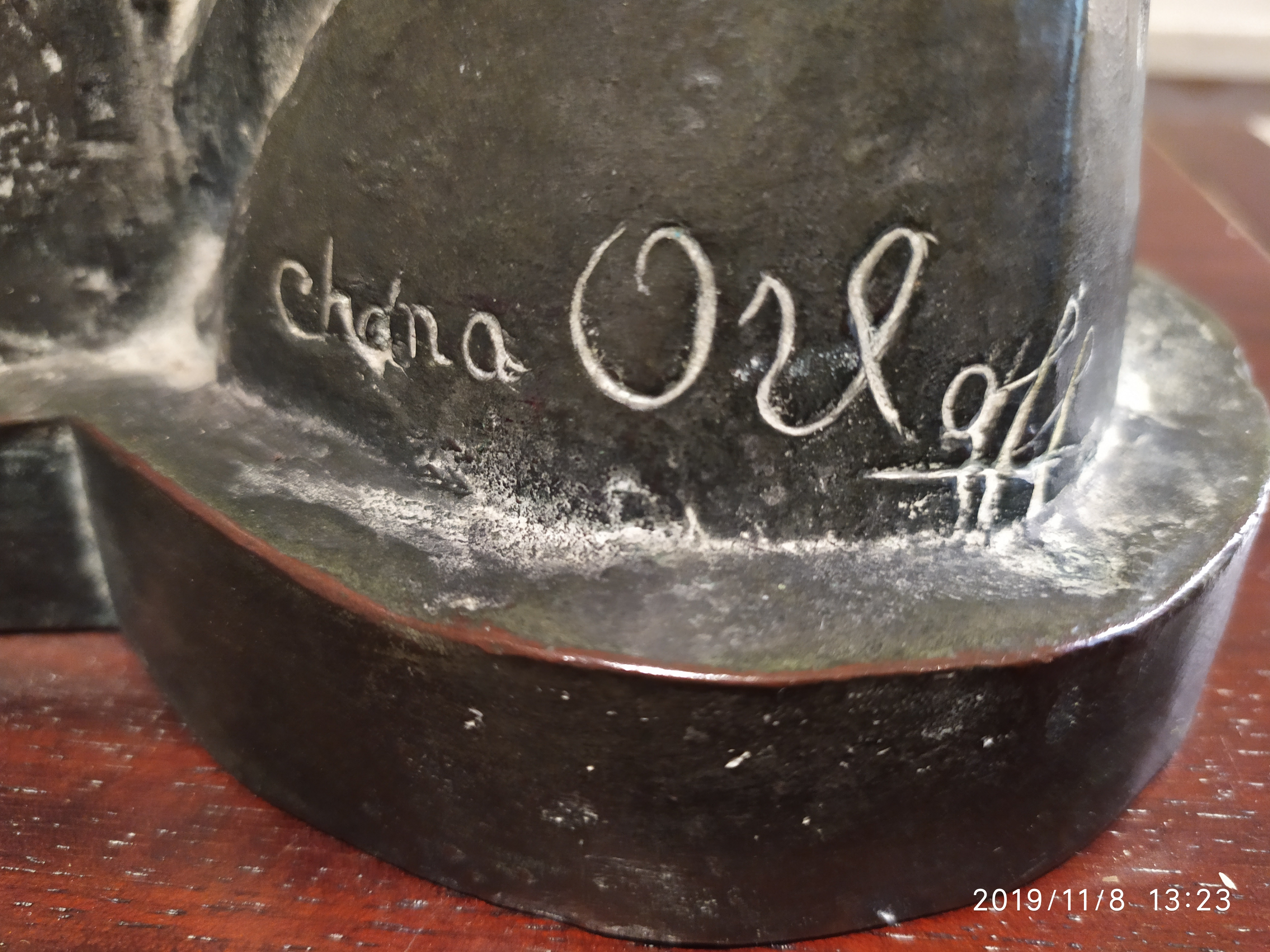
توقيع أورلوف على تمثال روفين روبين من البرونز، 1926

## حياتها

خانا أورلوف، 1915، أمازون، من البرونز، 73.5 سم

ولدت خانا أورلوف في ستاركونستانتينوف  (في الإمبراطورية الروسية وتقع حاليا في أوكرانيا). وهاجرت إلى فلسطين العثمانية عام 1905 واستقرت في يافا. وبدأت العمل كخياطة.
انضمت إلى حركة هابوعيل هاتسير العمالية. وبعد خمس سنوات في البلاد، عُرضت عليها وظيفة تدريس الخياطة في ثانوية هرتسليا العبرية. وذهبت إلى باريس لدراسة الموضة لكنها اختارت الفن بدلاً من ذلك، حيث التحقت بفصول النحت في الأكاديمية الروسية في مونبارناس. وفي عام 1916، تزوجت من آري جوستمان، وهو كاتب وشاعر ولد في وارسو. وأنجب الزوجان ابنًا، لكن آري مات بسبب الإنفلونزا في وباء عام 1919. وعندما غزا النازيون باريس، فرت أورلوف إلى سويسرا مع ابنها رفقة الرسام اليهودي جورج كارس. وفي فبراير 1945، انتحرت كارس في جنيف،  وبعد ذلك عادت أورلوف إلى باريس لتجد منزلها قد تعرض للنهب ومنحوتاتها في الاستوديو الخاص بها، قد دُمرت. 

## عملها الفني

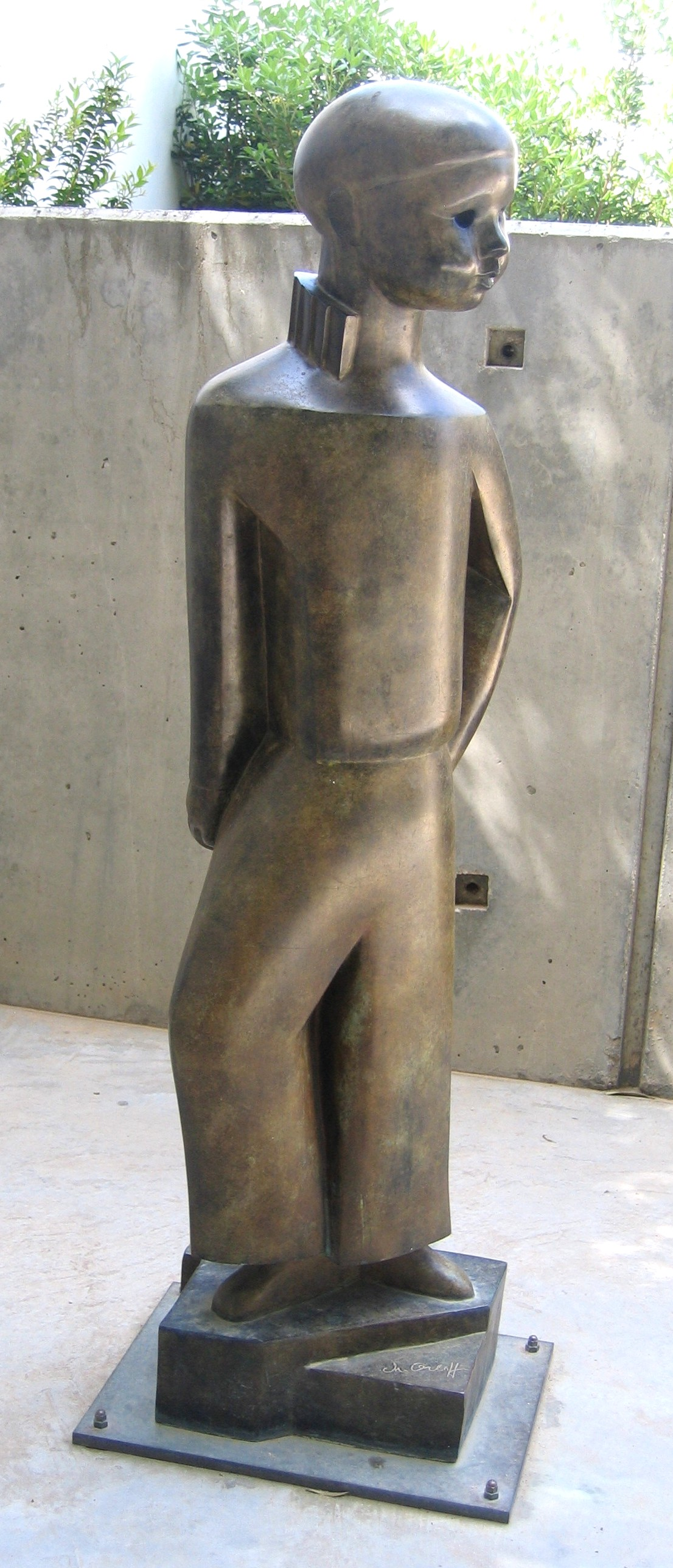
ابني، 1924، متحف تل أبيب للفنون

في باريس، تصادقت مع العديد من الفنانين اليهود، من بينهم مارك شاغال، وجاك ليبشيتز، وأميديو موديلياني، وباسكين، وحاييم سوتين، وأوسيب زادكين. وفي عام 1913، عرضت أعمالها في صالون دوتون. وبعد قيام دولة إسرائيل، بدأت أورلوف تقضي وقتًا متزايدًا هناك.
وأقام متحف تل أبيب للفنون معرضًا لـ 37 من منحوتاتها عام 1949. وقامت بنحت تمثال لدافيد بن غوريون، بعنوان نصب البطل تخليدا للمدافعين عن عين جيف، ونصب الأمومة التذكاري تخليدا لذكرى خانا تاكمان التي توفيت خلال حرب فلسطين 1947-1949.
وبجانب تلك النصب التذكارية، نحتت أورلوف تماثيل نصفية للعديد من الشخصيات الإسرائيلية الشهيرة مثل: رئيس الوزراء الإسرائيلي ديفيد بن غوريون، ليفي إشكول ؛ المهندسين المعماريين بيير شارو وأوغست بيريت ؛ الرسامون هنري ماتيس وأميديو موديلياني وبابلو بيكاسو وبير كروغ ؛ والشاعران حاييم نحمان بياليك وبيير ماك أورلان. 
وماتت أورلوف في إسرائيل في 16 ديسمبر 1968.

## روابط خارجية
- سيرتها الذاتية في موسوعة النساء اليهوديات في أرشيف النساء اليهوديات
- الموقع الرسمي